# Pyrenula xanthominuta
Pyrenula xanthominuta är en lavart som beskrevs av Aptroot. Pyrenula xanthominuta ingår i släktet Pyrenula och familjen Pyrenulaceae.   Inga underarter finns listade i Catalogue of Life.